# Фаджр
Фаджр (араб. فجر) — молитва на початку дня в ісламі, перша з п'яти щоденних молитов (салят), що читається вірними мусульманами. (Фаджр означає світанок арабською мовою.) Загалом 5 щоденних молитов формують один з п'яти стовпів ісламу серед суннітів і один з 10 релігійних обов'язків (Фуру аль-Дін) серед шиїтів.
Молитва фаджр згадується по імені в Корані у 24:58. Існують думки, що серед мусульман вона вважається ціннішою, ніж їхні життя. За натхненням тафсиру двох хадисів (усного передання ісламу) що були переказані від імені пророка Мугаммеда, цінність щоденної молитви Фаджр, як найулюбленішої Аллахом, пояснюється тим, що інші люди сплять у цей час. Це зробило щоденну молитву Фаджр найсуттєвішою і обов'язковою молитвою мусульманських зібрань для її спільного проведення мусульманами разом у групах в мечетях.
Час для читання молитви Фаджр починається від перших проблисків світанку до сходу сонця.
Заклик до молитви Фаджр знаменує початок обов'язкового щоденного посту (савм) протягом святого місяця Рамадану. Суфії (ісламські містики) вважають що в час Другого Пришестя Ісуса Христа Він з'явиться в час цієї молитви на світанні дня [джерело?].